# Uri kanton
Uri a Svájci Államszövetség egyik német nyelvű kantonja. Fővárosa Altdorf.

## Földrajz és fekvés
Uri kanton Közép-Svájcban található. A kanton nagy része hegyvidék, mintegy 56 százaléka terméketlen föld. 
Uri délkeletről Graübunden, délen Tessin, délnyugaton Wallis, nyugaton Bern, Obwalden és Nidwalden, északon Schwyz, északkeleten pedig Glarus kantonokkal határos.

## Történelem
Uri kanton már a bronzkorban is lakott volt. Az ókorban kelta törzsek lakták, majd a Római Birodalom része lett. 
1292-ben a Német-római Császárságtól függetlenedő Uri alapító tagként csatlakozott a Svájci Konföderációhoz. A 16. század elejére a kanton hivatalos neve is Uri lett. 

## Államszervezet és közigazgatás

### Alkotmány, államforma
A jelenlegi kantoni alkotmányt 1984-ben írták.

### Törvényhozás, végrehajtás, igazságszolgáltatás

#### Törvényhozás
Uri kanton törvényhozó hatalma a 64 tagú Nagytanács (Groß Rat). A képviselők hivatali ideje négy év. A kanton 20 választókerületre oszlik, melyek egyúttal helyhatóságok, azaz települési önkormányzatok is. 
A Nagytanács tagjainak megoszlása:
- Svájci Szociáldemokrata Párt (SP) 11 fő
- Kereszténydemokrata Néppárt (CVP) 23 fő
- Liberálisok (FDP) 15 fő
- Svájci Néppárt (SVP) 15 fő

#### Végrehajtás
A végrehajtó hatalom a héttagú Végrehajtó Tanács kezében van. A Végrehajtó Tanács elnöke a Landammann, helyettese a Landesstatthalter. A Landammann jelenleg Heidi Z'graggen (CVP), helyettese Beat Arnold (SVP) biztonsági miniszter. Az FDP-s Josef Dittli a pénzügyminiszter, az SP-s Markus Zust pedig az építészeti miniszter. Beat Jörg (CVP) az Oktatási és Kulturális Minisztériumot, Barbara Bär (FDP) pedig az Egészségügyi, Szociális és Környezetvédelmi Minisztériumot vezeti, míg Urban Camenzind a Departement Economics vezetője. 
A jelenlegi parlamenti ciklus 2012 és 2016 között tart. 

### Közigazgatás
Uri kanton 20 helyhatósági kerületre oszlik, melyek a magyar járásoknak felelnek meg. A 20 helyhatósági kerület egyben választókerület is. 

## Népesség
Uri kanton népsűrűsége 33 fő négyzetkilométerenként, ami messze elmarad az országos átlagtól (195). 2012. december 31-én Uri kanton lakossága 36 ezer fő.

### Nyelvek
Hivatalos nyelve a német. Az Uriban beszélt német nyelvjárásokban a felső-alemann. A lakosság 93,5%-a német, 1,5%-a olasz, a többi francia (kb. 1%), rétoromán (0,1%) vagy bevándorló (3,9%).

### Vallások
Uri kanton lakosságának többsége római katolikus. A kantonban 24 plébánia található. A lakosság néhány százaléka evangélikus, főleg a franciák, rétorománok és a bevándorlók többsége. 

## Gazdaság
Közép-Svájc lakosságának 4,6%-a dolgozik Uri kantonban. A svájci nemzeti össztermék 0,4%-a Uri kantonból származik. A helyi pénzügyi átlag (a munkabérek stb.) csak a kétharmada a svájci átlagnak. Az egy főre jutó éves jövedelem is alacsonyabb a svájci átlagnál.